# 舍兰
舍兰（法語：Chelun，法語發音：[ʃəlœ̃]）是法国伊勒-维莱讷省的一个市镇，属于富热尔-维特雷区。

## 地理
舍兰（47°51'18"N, 1°13'27"W）面积11.25 平方千米，位于法国布列塔尼大區伊勒-维莱讷省，该省份为法国西北部沿海省份，位于布列塔尼半岛东部，北濒大西洋，西接阿摩尔滨海省和莫尔比昂省，南至大西洋卢瓦尔省，西南端接曼恩-卢瓦尔省，东临马耶讷省，东北与芒什省接壤。
与舍兰接壤的市镇（或旧市镇、城区）包括：埃昂塞、福尔日拉福雷、拉内、拉鲁欧迪耶尔。

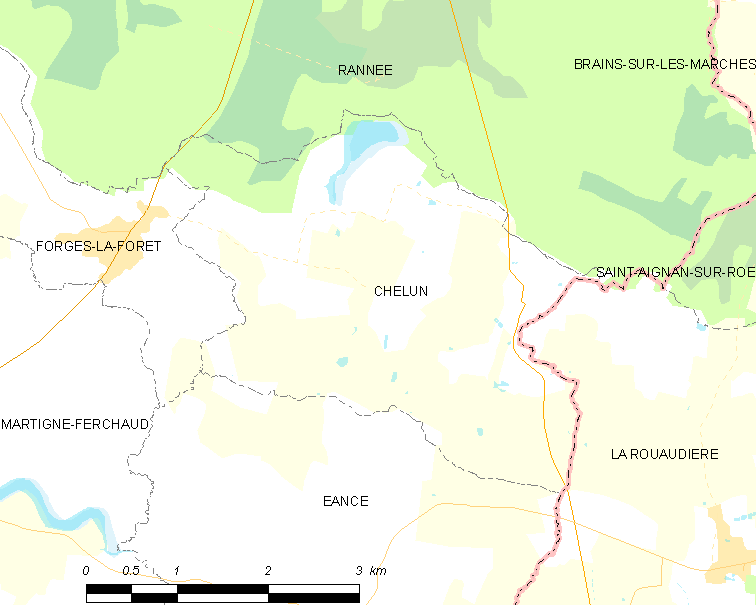
舍兰的OSM定位图

舍兰的时区为UTC+01:00、UTC+02:00（夏令时）。

## 行政
舍兰的邮政编码为35640，INSEE市镇编码为35077。

## 政治
舍兰所属的省级选区为布列塔尼地区拉盖尔什县。

## 人口

1962-2008年间舍兰人口变化图示

舍兰于2022年1月1日时的人口数量为354人。